# 토마스날다람쥐
토마스날다람쥐(Aeromys thomasi)는 다람쥐과에 속하는 설치류이다. 큰검은날다람쥐속에 포함되는 2종의 하나로 인도네시아와 말레이시아에서 발견된다.

## 특징
몸길이가 83cm, 몸무게가 약 1.5kg이다. 등 쪽은 밝고 불그스레한 갈색을 띠지만 배 쪽은 좀더 연하다.

## 생태
야행성 동물이다. 먹이는 주로 열매이다. 저지대 및 구릉지대 숲에서 서식한다.

## 분포 및 서식지
보르네오섬 남동부 지역을 제외하고 보르네오섬에서만 알려져 있다.